# راجنار مالم
راجنار مالم (بالسويدية: Ragnar Malm) مواليد 1893 - الوفاة 1959، كان دراج سويدي. سبق أن شارك في دورة الألعاب الأولمبية الصيفية وفاز بميدالية أولمبية.

## الميداليات
| الميدالية | المسابقة                       |
| --------- | ------------------------------ |
| ذهبية     | الألعاب الأولمبية الصيفية 1912 |
| فضية      | الألعاب الأولمبية الصيفية 1920 |
| برونزية   | الألعاب الأولمبية الصيفية 1924 |

## روابط خارجية
- راجنار مالم على موقع أرشيف الدراجات (الإنجليزية)
- راجنار مالم على موقع إحصائيات الدراجات الإحترافية (الإنجليزية)
- راجنار مالم على موقع CycleBase (الإنجليزية)
- راجنار مالم على موقع اللجنة الأولمبية الدولية (الإنجليزية)
- راجنار مالم على موقع أوليمبيديا (الإنجليزية)
- راجنار مالم على موقع اللجنة الأولمبية السويدية (السويدية)
- profile